# Prestador de servicios de certificación
Un prestador de servicios de certificación es una persona, física o jurídica, que expide certificados electrónicos o que presta otros servicios en relación con la firma electrónica.

## La prestación de servicios de certificación según cada país

### Venezuela
En Venezuela, la definición de Prestador de Servicios de Certificación (PSC) se encuentra en el Decreto "Ley Sobre Mensajes de Datos y Firmas Electrónicas" y corresponde a la Superintendencia de Servicios de Certificación Electrónica (SUSCERTE), entidad gubernamental, su rectoría y regulación; la SUSCERTE es la AC Raíz del Estado Venezolano y acredita a las personas jurídicas para la prestación de los servicios de certificación electrónica y los de estampado de tiempo, mediante una cadena de confianza que brinda las garantías jurídicas a los poseedores de certificados electrónicos obtenidos a través de estos.
SUSCERTE y los PSC acreditados brindan la seguridad tecnológica que requiere la homologación de la firma digital con respecto a la firma autógrafa, esta seguridad tecnológica está basada en la adopción, uso, supervisión y auditorías basadas en los estándares internacionales y mejores prácticas, entre las cuales se pueden mencionar la ETSI TS 102 040, ISO 211800, RFC 5280, WEBTRUST, ISO 27001, CObIT, SAS 70, ISO 19000, ISO 38000, etc.
Algunos de los PSC en Venezuela son Proveedor de Servicios de Certificación PROCERT y Fundación Instituto de Ingeniería (FII), los cuales gestionan certificados electrónicos para diferentes usos por parte de los particulares, empresas y administraciones públicas.[cita requerida]

### España
En España, como en el resto de los países de la Unión Europea, los PSC se regulan mediante el Reglamento eIDAS (910/2014) por el que se deroga la Directiva 1999/93/CE.

### Guatemala
En Guatemala, la definición de Prestador de Servicios de Certificación (PSC) se encuentra en el Decreto 47-2008 "LEY PARA EL RECONOCIMIENTO DE LAS COMUNICACIONES Y FIRMAS ELECTRÓNICAS" de 2008. En este Decreto se estipula que el Ministerio de Economía debe de conformar un Registro para Autorizar y Auditar a los PSC, el Registro fue abierto el 18 de junio de 2009. El Primer PSC autorizado en Guatemala es Firma-e de Cámara de Comercio de Guatemala.

### Perú
En Perú es INDECOPI (Instituto Nacional de Defensa de la Competencia y de la Protección de la Propiedad Intelectual) la entidad pública que tiene las competencias para la acreditación de las Entidades de Certificación Digital y quien publica la lista de prestadores reconocidos para tal fin 
Camerfirma Perú está reconocida por INDECOPI como Entidad de Certificación Digital Raíz en la resolución Número 066/2016/CFE-INDECOPI, con el nivel de seguridad Medio Alto, estando habilitada para la emisión de certificados digitales.

## Servicios habituales de certificación
- Autoridad de certificación
- Autoridad de sellado de tiempo
- Autoridad de validación
- Tercero de confianza
- Servicios de custodia de documentos electrónicos
- Servicios de consulta de atributos